# Нарболія
Нарболія (італ. Narbolia, сард. Narbulia) — муніципалітет в Італії, у регіоні Сардинія,  провінція Ористано.
Нарболія розташована на відстані близько 390 км на південний захід від Рима, 105 км на північний захід від Кальярі, 17 км на північ від Ористано.
Населення — 1822 особи (2014).
Щорічний фестиваль відбувається 8 жовтня. Покровитель — Santa Reparata.

## Демографія
Населення за роками:

Станом на 1 січня 2023 року в муніципалітеті офіційно проживав 51 іноземець з 15 країн, серед них 26 громадян країн Євросоюзу.

## Сусідні муніципалітети
- Кульєрі
- Ріола-Сардо
- Сан-Веро-Міліс
- Сенеге